# Frankrijk op het Eurovisiesongfestival 2008
Frankrijk deed mee aan het Eurovisiesongfestival 2008 het land koos zijn act via een interne selectie. De winnaar van de selectie werd Sébastien Tellier.

## Selectie
In tegenstelling tot vorig jaar koos men er opnieuw voor om een interne selectie te organiseren.
Uiteindelijk koos men voor Sébastien Tellier met zijn lied Divine.

## In Belgrado
In Servië moest Frankrijk optreden als 19de , net na Oekraïne en voor Azerbeidzjan. Op het einde van de puntentelling werd duidelijk dat Frankrijk de negentiende plaats had behaald met 47 punten.

### Gekregen punten
Nederland en België hadden geen punten over voor deze inzending.

#### Finale
| 12 punten    | 10 punten          | 8 punten             | 7 punten                        | 6 punten            |
| ------------ | ------------------ | -------------------- | ------------------------------- | ------------------- |
|              |                    | - IJsland - Litouwen |                                 | - Estland           |
| 5 punten     | 4 punten           | 3 punten             | 2 punten                        | 1 punt              |
| - Denemarken | - Armenië - Zweden | - Andorra - Letland  | - Finland - Verenigd Koninkrijk | - Noorwegen - Polen |

### Punten gegeven door Frankrijk

#### Halve Finale 2
Punten gegeven in de halve finale:
| 12 punten | Portugal    |
| 10 punten | Turkije     |
| 8 punten  | IJsland     |
| 7 punten  | Zwitserland |
| 6 punten  | Bulgarije   |
| 5 punten  | Albanië     |
| 4 punten  | Denemarken  |
| 3 punten  | Oekraïne    |
| 2 punten  | Kroatië     |
| 1 punt    | Zweden      |

#### Finale
Punten gegeven in de finale:
| 12 punten | Armenië               |
| 10 punten | Turkije               |
| 8 punten  | Portugal              |
| 7 punten  | Servië                |
| 6 punten  | Israël                |
| 5 punten  | Spanje                |
| 4 punten  | Roemenië              |
| 3 punten  | Griekenland           |
| 2 punten  | Bosnië en Herzegovina |
| 1 punt    | Rusland               |

1956 · 1957 · 1958 · 1959 · 1960 · 1961 · 1962 · 1963 · 1964 · 1965 · 1966 · 1967 · 1968 · 1969 · 1970 · 1971 · 1972 · 1973 · 1974 · 1975 · 1976 · 1977 · 1978 · 1979 · 1980 · 1981 · 1982 · 1983 · 1984 · 1985 · 1986 · 1987 · 1988 · 1989 · 1990 · 1991 · 1992 · 1993 · 1994 · 1995 · 1996 · 1997 · 1998 · 1999 · 2000 · 2001 · 2002 · 2003 · 2004 · 2005 · 2006 · 2007 · 2008 · 2009 · 2010 · 2011 · 2012 · 2013 · 2014 · 2015 · 2016 · 2017 · 2018 · 2019 · 2020 · 2021 · 2022 · 2023 · 2024 · 2025